# Circuito di Phakisa
Phakisa è un circuito motoristico situato in Sudafrica, nelle vicinanze di Welkom, con una capacità stimata di 60.000 spettatori.
Dal 1999 al 2004 ha ospitato il Gran Premio motociclistico del Sudafrica valevole per il motomondiale. Oltre al circuito stradale che ha ospitato tali gare dispone di un circuito ovale con lunghezza ridotta a circa 2.700 m; i due circuiti condividono la parte relativa ai box.
Oltre alle gare di motociclismo non ha ospitato altre serie internazionali rilevanti.
Nel 2014 avrebbe dovuto ospitare il penultimo round del mondiale Superbike ma a causa di difficoltà e ritardi nei lavori di ristrutturazione la gara è stata annullata e sostituita da una in Europa.

## Edizioni del Gran Premio motociclistico del Sudafrica corse a Welkom
| Anno | classe 125                   | classe 250                | classe 500               | Resoconto |
| ---- | ---------------------------- | ------------------------- | ------------------------ | --------- |
| 1999 | Gianluigi Scalvini (Aprilia) | Valentino Rossi (Aprilia) | Max Biaggi (Yamaha)      | Resoconto |
| 2000 | Arnaud Vincent (Aprilia)     | Shin'ya Nakano (Yamaha)   | Garry McCoy (Yamaha)     | Resoconto |
| 2001 | Yōichi Ui (Derbi)            | Daijirō Katō (Honda)      | Valentino Rossi (Honda)  | Resoconto |
| Anno | classe 125                   | classe 250                | MotoGP                   | Resoconto |
| 2002 | Manuel Poggiali (Gilera)     | Marco Melandri (Aprilia)  | Tōru Ukawa (Honda)       | Resoconto |
| 2003 | Daniel Pedrosa (Honda)       | Manuel Poggiali (Aprilia) | Sete Gibernau (Honda)    | Resoconto |
| 2004 | Andrea Dovizioso (Honda)     | Daniel Pedrosa (Honda)    | Valentino Rossi (Yamaha) | Resoconto |